# Daniel Radcliffe
Daniel Jacob Radcliffe, angleški filmski, televizijski in gledališki igralec, * 23. julij 1989, Hammersmith, London, Anglija, Združeno kraljestvo.
Njegova najbolj znana vloga je vloga Harryja Potterja v istoimenski filmski seriji, ki temelji na knjižni seriji. Sicer se je pojavil še v mnogih drugih televizijskih, filmskih in gledaliških projektih, kot je na primer ITV-jev film Moj sin Jack in gledališka igra Equus, ki je Danielu Radcliffeu prinesla nominacijo za nagrado Drama Desk Award.

## Zgodnje življenje
Daniel Jacob Radcliffe se je rodil v Hammersmithu, Združeno kraljestvo, kot edini sin Alana Georgea Radcliffea, literarnega agenta in Marcie Jeannine Gresham (roj. Marcia Gresham Jacobson), menedžerke, ki je bila vključena v mnoge filmske projekte za BBC, med drugim tudi v Uganke inšpektorja Lynleyja in Walk Away And I Stumble. Njegova mama je Judinja, nekateri njeni predniki pa prihajajo iz Westcliff-on-Seaja, Essex, njegov oče pa je protestant, izvirno iz Severne Irske.
Daniel Radcliffe je željo do igranja prvič pokazal pri petih letih. Decembra 1999 je pri desetih letih posnel svoj prvi film, BBC-jev televizijski film, posnet po romanu Charlesa Dickensa, David Copperfield, kjer je upodobil Davida Copperfielda kot majhnega dečka.

### Izobrazba
Daniel Radcliffe se je šolal na dveh deških šolah: na šoli Sussex House School v Cadogan Squareu, Chelsea, London in na šoli City of London School v Londonu, kjer je bil eden izmed najboljših učencev. Leta 2006 je na treh sprejemnih izpitih za kolidže dobil najvišje ocene, vendar se je odločil prekiniti šolanje in ni odšel na kolidž ali univerzo.

## Kariera
Daniela Radcliffea je na avdicijo za film Harry Potter in kamen modrosti leta 2000 povabil producent filma, David Heyman, ki ga je opazil v gledališki igri Marie Jones: Kamni v žepih. Avgusta istega leta je po več avdicijah za vlogo izvedel, da je dobil glavno vlogo, vlogo Harryja Potterja v filmski upodobitvi romana pisateljice J. K. Rowling. Tudi pisateljica sama je odobravala izbiro: »Tudi sama sem Daniela Radcliffea videla na avdiciji in mislim, da Chris Columbus ne bi mogel najti boljšega Harryja.« Radcliffe se je leta 2001 poleg Piercea Brosnana pojavil v filmu Krojač iz Paname in hkrati posnel tudi prvi film iz filmske serije o Harryju Potterju, Harry Potter in kamen modrosti.
Daniel Radcliffe je Harryja Potterja upodobil tudi v sledečih šestih filmih: Harry Potter in dvorana skrivnosti (2002), Harry Potter in jetnik iz Azkabana (2004), Harry Potter in ognjeni kelih (2005), Harry Potter in Feniksov red (2007), Harry Potter in Princ mešane krvi (2009) ter Harry Potter in svetinje smrti I. (2010). Podpisal je tudi pogodbo za snemanje osmega filma; Harry Potter in svetinje smrti II., ki bo izšel leta 2011. Daniel Radcliffe pravi, da je »zelo vesel«, da bodo zadnja dva filma posneli v dveh delih, saj meni, da ni treba izpustiti nobenega prizora, ki ga je Rowlingova napisala v knjigi. Vsi filmi iz franšize so zaslužili veliko denarja in dosegli veliko gledanost.
Leta 2002 se je Daniel Radcliffe kot gost pojavil v gledališki igri v produkciji West Enda The Play What I Wrote, ki jo je režiral Kenneth Branagh (slednji je odigral vlogo profesorja Sharmerja v filmu Harry Potter in dvorana skrivnosti). Leta 2006 je želel pokazati občinstvu, da se je iz otroka spremenil v odraslega igralca, zato se je pojavil v televizijski seriji Statisti, kjer se je norčeval iz sebe, začel pa je tudi snemati neodvisno avstralsko dramo Decemberčki. Film, ki so ga snemali šest tednov, je 14. septembra 2007 v Severni Ameriki izdal Warner Bros. Daniel Radcliffe je s svojim učiteljem jezikov šest mesecev vadil, da je dobil popoln avstralski naglas. Vlogo je sprejel, saj se je želel pojaviti tudi kot stranski in ne glavni lik. Njegova naslednja vloga je bila 27. februarja 2007 v gledališki igri Petra Shafferja, Equus, kjer je igral Alana Stranga, fanta, ki je obseden s konji. Za igro se je že pred odprtjem zanimalo veliko medijev in še preden se je začela predvajati, je že iztržila 2 milijona £, Radcliffe pa se je na eni izmed scen v igri pojavil popolnoma gol. Njegov nastop je v glavnem prejel pozitivne kritike, kritiki pa so bili navdušeni nad globino njegove vloge. Igro Equus so nehali uprizarjati 9. junija 2007. Kasneje so igro ponovno otvorili v Broadwayskem teatru v New Yorku, kjer je Daniel Radcliffe nadaljeval svojo vlogo Alana Stranga, v igri pa se je pojavil tudi Richard Griffiths, ki je imel v filmih o Harryju Potterju vlogo Vernona Dursleyja, Harryjevega zlobnega strica. Pred začetkom igre je izjavil, da je precej živčen, saj je menil, da je ameriška javnost bolj kritična od tiste v Londonu.
Med poletjem 2007 je snemal neodvisno ITV-jevo dramo Moj sin Jack, ki je temeljila na resnični zgodbi o smrti sina Rudyarda Kiplinga med 1. svetovno vojno. Film je v Veliki Britaniji izšel 11. novembra 2007, v ZDA pa 20. aprila 2008. V filmu je imel Daniel Radcliffe vlogo glavnega junaka, Jacka Kiplinga, vojaka in sina pisatelja Rudyarda Kiplinga. O vlogi je povedal:
Za veliko ljudi moje starosti je prva svetovna vojna samo tema mnogih zgodovinskih knjig. A mene je ta dogodek že vedno zelo fansciniral in mislim, da je to še danes tako pomembno, kot je bilo včasih.
V starosti šestnajst let je Daniel Radcliffe postal najmlajši ne-plemič, kar jih je kdaj imelo svoj portret v galeriji National Portrait Gallery. 13. aprila 2006 je bil njegov portret, ki ga je narisal Stuart Pearson Wright, razstavljen na Royal National Theatre kot del novega odprtja Londonskega teatra, kasneje pa so ga prestavili v galerijo National Portrait Gallery. Ko je portret nastajal, je bil Radcliffe star komaj štirinajst let.
9. julija 2007 so Daniel Radcliffe in njegova soigralca iz filmov o Harryju Potterju, Rupert Grint in Emma Watson pustili odtise rok, nog in palic, s katerimi so snemali filme iz franšize Harry Potter, pred Grauman's Chinese Theater v Hollywoodu.
V New York Timesa so 28. decembra 2007 potrdili, da bo Daniel Radcliffe upodobil pokojnega Dana Eldona v prihajajočem biografskem filmu, naslovjenem Journey ali The Journey is the Destination. Eldonova mama, Kathy, je osebno izbrala njega, kljub temu, da je tekmoval z igralci, kot so Heath Ledger, Ryan Phillippe in Joaquin Phoenix. Dejala je, da je Daniela Radcliffea izbrala zato, ker ima »najboljši smisel za humor in največ energije«, ki jo spominjata na njenega sina.

## Zasebno življenje
Daniel Radcliffe se je nekaj časa šolal na deški šoli Sussex House School, kasneje pa še na šoli City of London School. Leta 2006 je povedal, da je v šoli odličnjak, a je izobrazbo vseeno opustil, saj se je nameraval posvetiti igranju.
Daniel Radcliffe pravi, da je ateist, vendar da je tudi »zelo ponosen, da sem Jud«. Je velik oboževalec punk rock glasbe, rad ima glasbene skupine, kot so Sex Pistols, The Libertines in Hard-Fi, od samostojnih izvajalcev pa rad posluša Jack Penate in Kate Nash. Njegov najljubši band je The Hold Steady. Decembra 2007 je Daniel Radcliffe objavil nekaj poemov pod imenom Jacob Gershon. V intervjuju z revijo Attitude je Daniel Radcliffe povedal, da podpira liberalne demokrate.
Daniel Radcliffe se je leta 2006 pojavil na seznamu Sunday Times Rich List, saj ga je njegov zaslužek v tistem letu (okoli 14 milijonov £) uvrstil med najbogatejše mladih ljudi iz Velike Britanije. Na istem seznamu se je pojavil tudi leta 2007 in sicer na triintridesetem mestu, saj je v tistem letu zaslužil 17 milijonov. Za prvi film o Harryju Potterju naj bi dobil 250,000 £, okoli 5.6 milijonov £ za četrti film in 8 milijonov £ za film Harry Potter in Feniksov red. Kljub svojemu bogastvu pa pravi, da nima dragega okusa. Daniel Radcliffe je povedal, da so njegov glavni strošek knjige, saj »zelo veliko bere«.
Daniel Radcliffe popira mnogo dobrodelnih organizacij, med drugim tudi Demelza House Children's Hospice v Sittingbourneju, Kent. Za svoj rojstni dan je svoje oboževalce prosil, naj donirajo majhen strošek tej organizaciji.
Februarja 2005 je Daniel Radcliffe daroval svojo »Bradavičarsko« majico s podpisom v dobrodelne namene, s čimer je pomagal zbrati denar za pomoč žrtvam tsunamija tistega leta. Majico je nosil med snemanjem filma Harry Potter in ognjeni kelih. Z njegovo majico so iztržili 520 £ oziroma 811.80 $.
Daniel Radcliffe poudarja tudi pravice homoseksualcev, ki govorijo proti homofobiji, pred kratkim pa je za Trevor Project posnel tudi kratko objavo, pri kateri je spodbujal k temu, da se najstnike poduči o homoseksualnosti in tako preprečijo določene samomore. Projekt Trevor Project je tudi finančno podprl.
Daniel Radcliffe je postal velik oboževalec kriketa in si za svoj osemnajsti rojstni dan ogledal prvo tekmo kriketa Anglije proti Indiji. Po končani tekmi je stal v čakalni vrsti, da je dobil avtograme indijskega igralca Sachina Tendulkara in angleškega igralca Andrewa Straussa. Glede na to, je rekel:
Ljudem sem v mnogih intervjujih povedal, da sem sanjal, da me je Andrew Strauss s palico za kriket lovil po igrišču. Bilo je med tekmo z Zahodno Indijo, ko Andrew ni igral preveč dobro in neki Avstralec, ki je to poslušal se je priključil pogovoru in rekel: »Ne bi me preveč skrbelo za Straussa, če bi zamahnil po meni, saj bi me v tem trenutku po vsej verjetnosti zgrešil!«
Daniel Radcliffe je povedal, da trpi zaradi blage oblike nevrološke motnje, imenovane dispraksija.
Kljub temu, da večino prostega časa preživi v Angliji, ima v lasti stanovanje v Melbournu, predmestju Tooraka.

## Filmografija

### Filmi
| Leto | Naslov                                  | Vloga             | Opombe                 |
| ---- | --------------------------------------- | ----------------- | ---------------------- |
| 2001 | Krojač iz Paname                        | Mark Pendel       | Stranska vloga         |
| 2001 | Harry Potter in kamen modrosti          | Harry Potter      |                        |
| 2002 | Harry Potter in dvorana skrivnosti      | Harry Potter      |                        |
| 2004 | Harry Potter in jetnik iz Azkabana      | Harry Potter      |                        |
| 2005 | Harry Potter in ognjeni kelih           | Harry Potter      |                        |
| 2007 | Harry Potter in Feniksov red            | Harry Potter      |                        |
| 2007 | Decemberčki                             | Maps              | Sedemnajstletna sirota |
| 2009 | Harry Potter in Princ mešane krvi       | Harry Potter      |                        |
| 2010 | Harry Potter in Svetinje smrti - 1. del | Harry Potter      |                        |
| 2011 | Harry Potter in Svetinje smrti - 2. del | Harry Potter      |                        |
| 2012 | Ženska v črnem                          | Arthur Kipps      |                        |
| 2013 | Kill Your Darlings                      | Allen Ginsberg    |                        |
| 2013 | Rogovi                                  | Ignatius Perrish  |                        |
| 2013 | Prijatelja                              | Wallace           |                        |
| 2015 | Victor Frankenstein                     | Igor              |                        |
| 2016 | Swiss Army Man                          | Manny             |                        |
| 2016 | Mojstri iluzij 2                        | Walter Mabry      |                        |
| 2016 | Imperium                                | Nate Foster       |                        |
| 2017 | Jungle                                  | Yossi Ghinsberg   |                        |
| 2018 | Beast of Burden                         | Sean Haggerty     |                        |
| 2019 | Playmobil: The Movie                    | Rex Dasher (glas) |                        |
| 2019 | Guns Akimbo                             | Miles Cassonva    |                        |
| 2020 | Escape from Pretoria                    | Tim Jenkin        |                        |

### Televizija
- 1999: David Copperfield kot mladi David Copperfield
- 2005: Foley and McColl: This Way Up kot On
- 2006: Statisti kot On
- 2007: Moj sin Jack kot Jack Kipling
- 2010: Simpsonovi kot Edmund

### Gledališče
- 2002: The Play What I Wrote kot gost (West End, Wyndham)
- 2007: Equus kot Alan Strang (West End, Gielgud)
- 2008: Equus kot Alan Strang (Broadway, Broadhurst)
- 2010: How To Succeed in Business Without Really Trying (Broadway)

## Nagrade in nominacije

### Nominiran
2010
- Najboljši moški nastop (MTV Movie Awards)
- Globalna superzvezda (MTV Movie Awards)

2009
- Izstopajoči igralec v igri (Drama Desk Awards)
- Najboljši nastop (Drama League Awards)

2008
- Najboljši poljub (2008 MTV Movie Awards U.S.) (skupaj s Katie Leung)
- Najboljši nastop mladega igralca (Saturn Awards)
- Najboljši igralec (Empire Award)

2006
- Najboljši mladi igralec (Broadcast Film Critics Association Awards)
- Igralec leta (AOL Moviefone Moviegoer Awards)
- Najboljši nastop mladega igralca (Saturn Awards)
- Najboljši junak (MTV Movie Awards)
- Najboljša televizijska ekipa (skupaj z Emmo Watson in Rupertom Grintom; MTV Movie Awards)

2005
- Best Performance by a Young Actor (Saturn Awards)
- Best Young Actor (Broadcast Film Critics Association Awards)

2003
- Najboljši nastop mladega igralca (Saturn Awards)
- Najboljša igralska zasedba (Phoenix Film Critics Society Awards)
- Najbolj nepozabna scena (za sceno »Harry se bori z baziliskom« v filmu Harry Potter in dvorana skrivnosti) (American Moviegoer Awards)

2001
- Najboljši nastop mladega igralca (Saturn Awards)
- Najboljši mladi igralec (Broadcast Film Critics Association Awards)
- Preboj moškega igralca (MTV Movie Awards)
- Najboljši novinec (Phoenix Film Critics Society Awards)
- Najboljši mladi debitanti (skupaj z Emmo Watson in Rupertom Grintom; Sony Ericsson Empire Awards)
- Izstopajoči igralec (American Moviegoer Awards)
- Najboljši nastop v filmu: glavni mladi igralec (Young Artist Awards)
- Najboljša igralska zasedba v filmu (skupaj z Emmo Watson in Rupertom Grintom; Young Artist Awards)

### Dobil
2009
- Najljubši glavni igralec v Broadwayski igri (Broadway.com Audience Award)
- Najljubši prebojni nastop (Broadway.com Audience Award)

2008
- Londonski novinec leta (Whatsonstage.com Theatregoers’ Choice Awards, Združeno kraljestvo)

2007
- Najboljši nastop moškega igralca (National Movie Awards, Združeno kraljestvo)

2006
- Najboljši igralec (Cine Awards, Belgija)
- Najboljša moška filmska zvezda (zlato): Otto Awards
- Najboljši igralec/Film (SyFy Portal's SyFy Genre Awards)

2005
- Najboljši mladi igralec (SyFy Portal's SyFy Genre Awards)

2004
- Top 10 otroških zvezdnikov (RTL Television, Nemčija)
- Najboljši preboj moškega igralca (Star Channel Star Awards, Japonska)
- Najboljši mladi igralec (Relly Awards)
- Mladi talent leta (ITV Celebrity Awards)
- Najboljši filmski igralec (K-Zone Kids Awards, Filipini)
- Najboljša filmska zvezda/igralec (Kids Choice Awards)

2003
- Najboljši mladi igralec (SyFy Portal's SyFy Genre Awards)
- Najboljši igralec (Roadshow Cinema Grand Prix Awards, Japonska)

2002
- Oseba leta (Time For Kids)
- Targa d'Oro (David di Donatello Awards)
- Izstopajoči novi talent (Sir James Carreras Award for the Variety Club Showbusiness Awards)

2001
- Odkritja mladih moških igralcev leta (Hollywood Women's Press Club)